# Leptoplectus spinolai
Leptoplectus spinolai är en skalbaggsart som först beskrevs av Aubé 1844.  Leptoplectus spinolai ingår i släktet Leptoplectus, och familjen kortvingar. Enligt den svenska rödlistan är arten sårbar i Sverige. Arten förekommer i Götaland. Artens livsmiljö är skogslandskap, jordbrukslandskap.